# Ernest Charles Vigenaud
Ernest Charles Ange Norbert Vigenaud, né le 10 février 1846 à Naples, décédé le 1er juillet 1924 à Langres  (enterré le 10 juillet 1924 à Clermont-Ferrand), est un médecin et un homme politique français. Il a été maire de Clermont-Ferrand.

## Biographie
Médecin-major de 1re classe à l'hôpital militaire de Bourges, il rejoint en 1886 le 21e régiment d'infanterie. En 1888, il est nommé au service militaire à l'hôpital mixte de Clermont-Ferrand, dont il devient médecin-chef,.
Du 2 au 7 octobre 1905, il participe au Congrès international de la tuberculose, qui se tient à Paris, en qualité de vice-président, la présidence étant assurée par la docteur Paul Girod.
Lors des élections municipales de 1912, la liste républicaine modérée sur laquelle il a été élu, emmenée par le maire Antoine Marie-Charles Fabre, compte le même nombre d'élus que la « liste proportionnelle républicaine et du commerce » — coalition de centre-gauche comprenant 8 socialistes sur 30 candidats — emmenée par Philippe Marcombes. Aussi Charles Fabre est-il contraint de renoncer à briguer la mairie, et c'est Ernest Charles Vigenaud, le doyen d'âge, qui lui succède à ce poste, « sous les lazzis de l'assistance »,.
Médecin principal des armées en retraite, professeur à l'École de médecine, il meurt le 1er juillet 1924.

## Publications
- Des affusions froides comme agent antifébrile (Candidat Ernest Vigenaud), Strasbourg, 23 août 1867 (thèse de médecine, Strasbourg, 1867).
- Éléments d'hygiène, Paris, C. Delagrave, 1873, 128 p.
- Emphyème, essai thérapeutique, Clermont-Ferrand, Imprimerie de Mont-Louis, 1890, 16 p.
- Topographie médicale de la ville de Clermont-Ferrand : climatologie, démographie, hygiène, nosographie, en collaboration avec le Dr Paul Girod (1856-1911), Paris, Société d'éditions scientifiques, 1891, 176 p.
- Note sur le traitement de la tuberculose pulmonaire par les injections hypodermiques de créosote, Clermont-Ferrand, Imprimerie de G. Mont-Louis, 1891, 10 p.
- La Grippe dans la garnison de Clermont-Ferrand en 1895, Clermont-Ferrand, Imprimerie de G. Mont-Louis, 1895, 58 p.
- La Tuberculose : sa prophylaxie, son traitement, Paris, Société d'éditions scientifiques, 1898, 166 p.
- Le Péril tuberculeux, Clermont-Ferrand, Imprimerie de G. Mont-Louis, 1923, 31 p.

## Mandat
- Maire de Clermont-Ferrand (1912-1919)